# Підводний мінний загороджувач

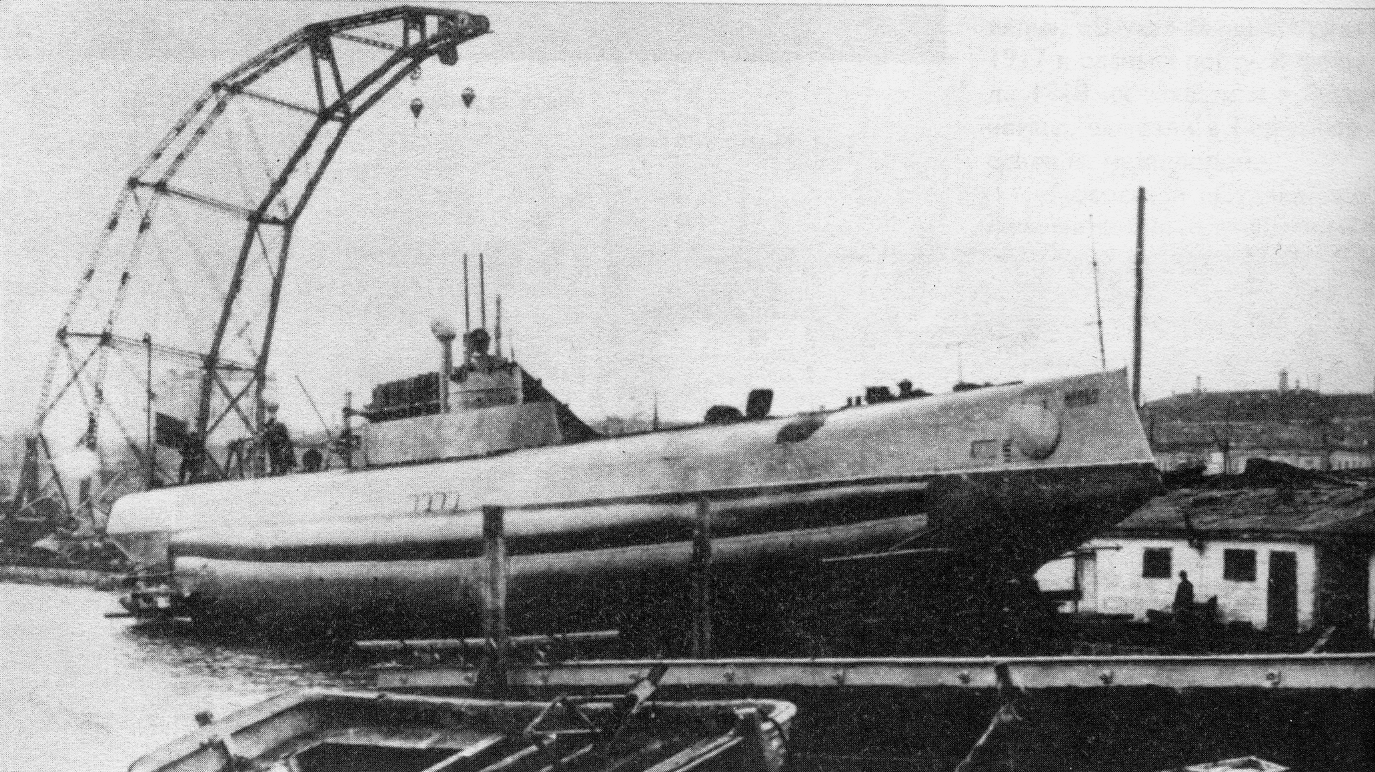
Перший у світі підводний мінний загороджувач — підводний човен «Краб» (Російська імперія,1912).

Підводний мінний загороджувач — підводний човен, основним призначенням якого є встановлення морських мін.

## Передумови створення
У силу особливостей використання морських якірних мін найважливішим фактором успіху мінної постановки є приховування місцезнаходження мінного поля: якщо воно стає відомим противнику, то він вживає відповідних заходів, таких як тралення або зміна судноплавних фарватерів. Надводні мінні загороджувачі, що з успіхом застосовувалися для виставлення мінних полів великої площі, де основне значення має кількість мін і швидкість їх постановки, не підходили для мінної війни на комунікаціях противника, тоді як підводні човни, здатні встановлювати міни, могли б потай мінувати рейди противника, жваві протралені фарватери, одним словом — кардинально розширювали тактику застосування мін як засобу боротьби з кораблями противника.

## Історія
На початку XX століття у зв'язку з широким впровадженням у підводному кораблебудуванні класичної системи руху — двигун внутрішнього згоряння для надводного ходу та електромотор для руху під водою, підводні човни стали володіти достатньою дальністю для дій у районах, віддалених від місць базування, і достатнім часом знаходження у підводному положенні для здійснення прихованої мінної постановки.
Першим втілив ідею підводного човна з якірними мінами російський інженер-залізничник Михайло Петрович Нальотов. 1904 року, беручи участь у обороні обложеного Порт-Артура, він на свої кошти збудував підводний човен водотоннажністю 25 тонн і несучий чотири міни. Підводний човен пройшов випробування із зануренням на глибину 9 метрів, але в бойових діях участі не узяв і перед здачею Порт-Артура був знищений. Однак, вже у 1906—1907 роках М. П. Нальотов розробляє проєкт підводного мінзагу водотоннажністю спершу 450, а потім — близько 500 тонн. У 1909—1912 роках в Миколаєві був побудований підводний човен, який отримав назву «Краб» і увійшов до складу Чорноморського флоту. Під час Першої світової війни «Краб» здійснив кілька бойових походів з мінними постановками, в тому числі дійшовши до Босфору.
У ході Першої світової війни в Німеччині будувалися кілька серій підводних мінних загороджувачів, від малих типу UC, до океанських типу U-117. У міжвоєнний період трофейні німецькі мінзаги входили до складу ВМС декількох країн. У роки Другої світової війни активне використання підводних мінзагів вели СРСР, Німеччина, Велика Британія, Франція та Італія. Вже у ході війни почали з'являтися перші проєкти мін для підводних човнів із постановкою через торпедні апарати. Після певного вдосконалення конструкції кожний торпедний підводний човен отримував можливість здійснювати мінні постановки, у зв'язку з чим підводні мінні загороджувачі зникли як клас. Після Другої світової війни їх будівництво припинилося.

## Представники

### Росія
- Підводний човен «Краб» — перший у світі підводний мінний загороджувач
- Підводні човни типу «Ленінець» — радянська серія
- Підводні човни типу «Калєв» — британська серія

### Німеччина
- Підводні човни типу UC — малі, численні
- Підводні човни типу U-117 — крупні, океанські
- Підводні човни типу U-121
- Підводні човни типу X

### Велика Британія
- Підводні човни типу X (Велика Британія) — міні-субмарини

### Франція
- Підводні човни типу «Saphir»

### Італія
- Підводний мінний загороджувач «Пієтро Мікка»
- Підводні мінні загороджувачі типу «Фока»
- Підводні човни типу «Брагадин»

### Естонія
- Підводні човни типу «Калєв» — єдиний підводний флот на 100 % із мінзагів.

### Японія
- Підводні човни типу I-121 — фактично копія німецької U-125 типу UE зі зміненими озброєнням та конструкцією для установки охолоджувача.